# Carlos Menditéguy
Carlos Alberto Menditéguy Estrugamou (Buenos Aires, 10 de agosto de 1915-ibidem, 27 de abril de 1973) fue un deportista argentino multidisciplinario, que se destacó oficialmente como piloto de automovilismo y jugador de polo.

## Polo y golf

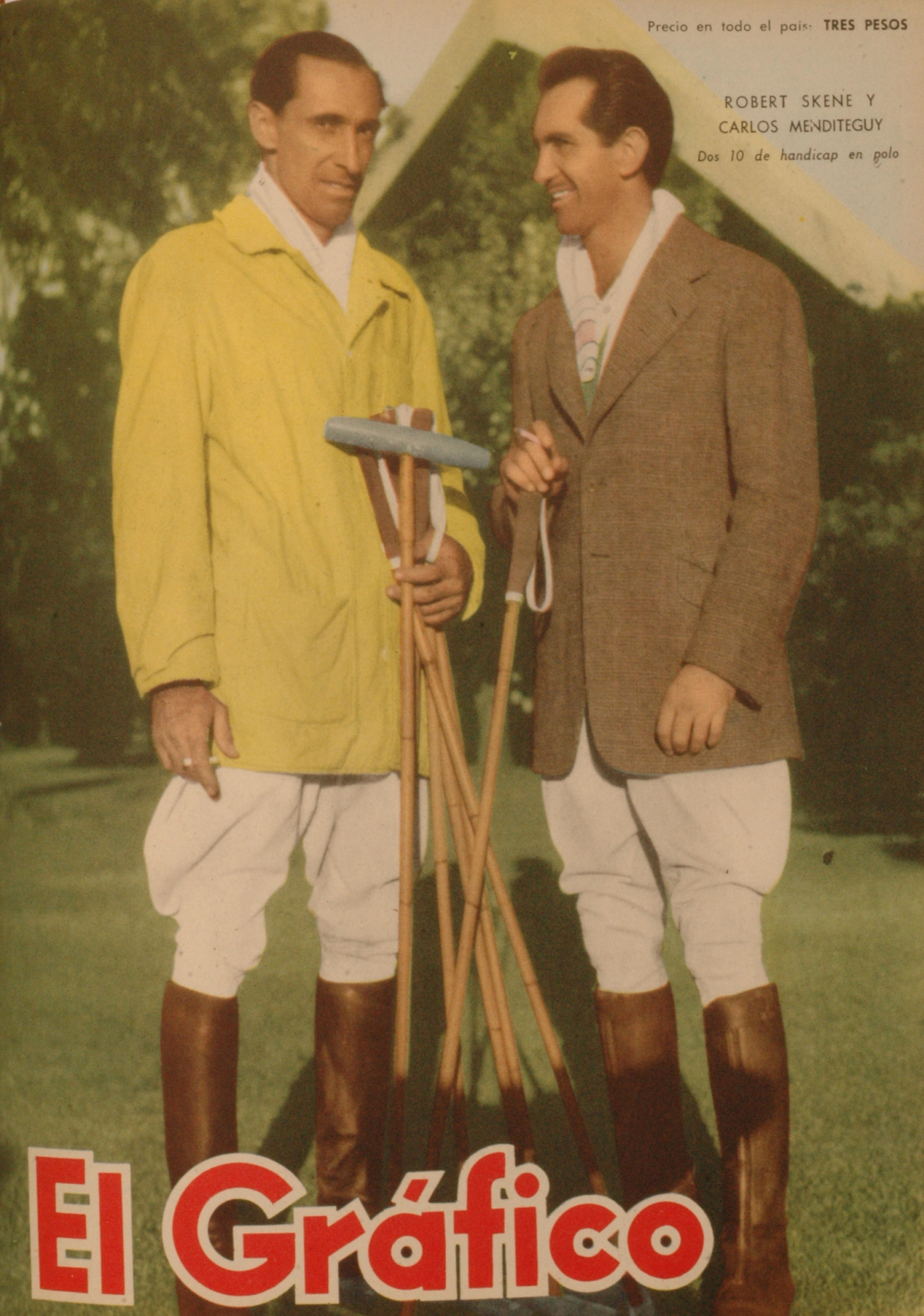
Robert Skene y Carlos Menditéguy en 1957.

En 1940 reemplazó a Manuel Andrada como jugador de El Trébol, que había logrado el Campeonato Argentino Abierto del año anterior. Menditeguy ya tenía 10 de hándicap. Junto a su hermano Julio y los hermanos Luis y Heriberto Duggan, el equipo obtuvo el máximo certamen de polo interclubes a nivel mundial en cuatro ocasiones más (1940, 1941, 1942 y 1943). 
En 1942, Menditeguy fue parte del cuarteto de La Espadaña que ganó el Abierto de Tortugas, el tercer gran torneo del polo mundial. De ese equipo también formaban parte Eliseo V. Segura (hijo) y los hermanos Tomás y Luis Garrahan. Como polista obtuvo el Premio Konex como uno de los mejores.
En otra ocasión, hizo una apuesta con Juan Segura, el mejor golfista aficionado del país por aquel entonces. Apostó que en solo tres meses lograría ser scratch, es decir, lograr la suma ideal de golpes, el par de la cancha. Dijo el notable Roberto De Vicenzo: "Yo supe de esa apuesta y dije 'ni loco lo consigue'. Pero lo hizo y es récord mundial".

## Carrera automovilística
Como automovilista fue siempre un hombre de ir a todo o nada. Temperamental, apretaba el acelerador a fondo desde el principio al fin. Claro que los fierros no siempre acompañaban. Clásica es la anécdota en la cual en el Gran Premio del 1963 que venía ganando, a 15 km de la llegada en Arrecifes, el motor de su Ford dijo basta. Con toda la decepción del mundo se bajó, se sacó los guantes y los apoyó en el capó del auto. Prendió luego con tranquilidad un cigarrillo y dándole el encendedor a su acompañante -el célebre “Negro” Linares- le dijo: “saque un poco de nafta del tanque y tírela sobre esto. Quémelo Linares, quémelo”.
Debutó en 1950 y fue el ganador del circuito del Torreón, en Mar del Plata, con un Ferrari de la categoría Sport. En Turismo Carretera lo hizo en 1952 en la vuelta de Coronel Pringles y se clasificó en el 13.eɽ lugar. Dijo de esta categoría: «Deportivamente el Turismo de Carretera fue lo que más quise en la vida. Y sin embargo fue lo que más disgustos me dio». Ganó por primera vez en 1956, en el circuito de Olavarría, y nada menos que a los hermanos Emiliozzi, por 38 segundos de diferencia. Luego lo hizo en Olavarría y Arrecifes del 1(59. La Vuelta Sierras de Córdoba y la Mar y Sierras del 1962 y finalmente la Vuelta de Tres Arroyos del 1966. Además venció en la primera etapa de la Vuelta de Santa Fe del 1958. Las 1.ª, 2.ª y 3.ª etapas del Gran Premio de 1960. La tercera del GP del 1963 y la primera del premio CIPA en Córdoba. 

### Fórmula 1

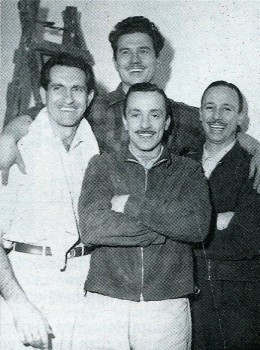
Pablo Birger (arriba), Menditéguy (izquierda) y los hermanos Gálvez (Juan y Oscar) en 1953.

Ya fuera del TC, en el plano internacional, venció el 28 de enero de 1956 en los 1000 km de la Ciudad de Buenos Aires, en pareja con Stirling Moss y sobre una Maserati 300. Tres días de aclimatación le alcanzaron a Charly para bajarle los tiempos al subcampeón del mundo de la Fórmula 1. 
Como producto de esta carrera, Maserati le ofreció un 250F oficial para F1. Dijo Juan Manuel Fangio sobre su carrera en la máxima competición automovilística: “Menditeguy no fue campeón del mundo, posiblemente porque no quiso”. 
Participó en once Grandes Premios. Debutó el 18 de enero de 1953, obtuvo un podio y logró un total de 9 puntos en la tabla del Campeonato.

### Polémica con Brigitte Bardot
Se estaba por disputar uno de los Grandes Premios de Fórmula 1 del año 1956 y Carlos Menditeguy era uno de los pilotos oficiales de la casa Maserati. El argentino sin aviso previo, faltó a la cita en los entrenamientos y también para la carrera. Los directivos de la marca, atónitos y llenos de preocupación, no se explicaban lo ocurrido. Poco después la causa salió a la luz. Charly estaba en la Costa Azul en compañía de una ascendente actriz francesa Brigitte Bardot. Obviamente, eso causó la desafectación del equipo por indisciplina. Sin embargo, con la mayor naturalidad él contestó: “no era una oportunidad para despreciar ¿no?”.

## Resultados

### Fórmula 1
(Clave) (negrita indica pole position) (cursiva indica vuelta rápida)

| Año  | Escudería                 | 1       | 2       | 3   | 4       | 5       | 6   | 7     | 8   | 9   | 10  | 11  | Pos. | Puntos |
| ---- | ------------------------- | ------- | ------- | --- | ------- | ------- | --- | ----- | --- | --- | --- | --- | ---- | ------ |
| 1953 | Equipe Gordini            | ARG Ret | 500     | NED | BEL     | FRA     | GBR | GER   | SUI | ITA |     |     | NC   | 0      |
| 1954 | Onofre Marimón            | ARG DNS | 500     | BEL | FRA     | GBR     | GER | SUI   | ITA | ESP |     |     | NC   | 0      |
| 1955 | Officine Alfieri Maserati | ARG Ret | MON     | 500 | BEL     | NED     | GBR | ITA 5 |     |     |     |     | 19°  | 2      |
| 1956 | Officine Alfieri Maserati | ARG Ret | MON     | 500 | BEL     | FRA     | GBR | GER   | ITA |     |     |     | NC   | 0      |
| 1957 | Officine Alfieri Maserati | ARG 3   | MON Ret | 500 | FRA Ret | GBR Ret | GER | PES   | ITA |     |     |     | 14°  | 4      |
| 1958 | Scuderia Sud Americana    | ARG 7   | MON     | NED | 500     | BEL     | FRA | GBR   | GER | POR | ITA | MAR | NC   | 0      |
| 1960 | Scuderia Centro Sud       | ARG 4   | MON     | 500 | NED     | BEL     | FRA | GBR   | POR | ITA | USA |     | 19°  | 3      |

## Cine
Participó en el filme Turismo de carretera, estrenada el 27 de junio de 1968 y dirigida por Rodolfo Kuhn. Otros pilotos como Oscar Alfredo Gálvez, Juan Manuel Bordeu, Juan Manuel Fangio, Carmelo Galbato, Carlos Pairetti y Luis Politti también participaron de la cinta.